# Елеонора Дузе
Елеонора Дузе (итал. Eleonora Giulia Amalia Duse; Виђевано, 3. октобар 1858 – Питсбург, 21. април 1924) била је италијанска позоришна глумица. Прославила се у италијанским верзијама оних улога које је претходно прославила Сара Бернар, као што је улога Маргарете у Дами с камелијама. Наступала је у многим државама, посебно у представама Габријела д'Анунција и Хенрика Ибсена..
Дузе је на сцени постигла јединствену моћ убеђења и истинитости карактера кроз интензивно поистовећивање с личношћу, „елиминишући сопство”, како је сама говорила. Иако слична натурализму, глума Елеоноре Дузе се одликује идеализовањем живота.